# Distansapotek
Distansapotek  eller Internetapotek finns i bland annat Sverige och är apotek som ägnar sig åt att sortera, förpacka och doseringsetikettera läkemedel, som sedan skickas till kunderna via lastbilstransport. Innan denna hantering påbörjas, bereds kunders recept av farmaceutiskt utbildad personal. Även slutkontroll av receptexpeditioner görs för närvarande av farmaceuter, enligt gällande lagstiftning och kvalitetskrav.
Till distansapotekens slutkunder hör bl.a. patienter inom äldrevården samt kunder som hämtar ut läkemedel och andra apoteksprodukter via apoteksombud.
I Sverige finns nio distansapotek, men inget ägs av Apoteket AB.